# Jane's Addiction
I Jane's Addiction sono stati un gruppo musicale rock alternativo statunitense, formatosi a Los Angeles nel 1985 e riconosciuto come una delle più innovative e variegate formazioni del periodo tra la fine degli anni ottanta e la metà degli anni novanta.
Il gruppo era composto da quattro membri, Perry Farrell (cantante), Dave Navarro (chitarra), Eric Avery (basso) e Stephen Perkins (batteria). Dopo periodi di registrazioni e concerti negli Stati Uniti, il gruppo registra un primo album dal vivo nel 1987. Il primo disco in studio, Nothing's Shocking, arriva invece nel 1988 e consolida la loro fama internazionale: riceve infatti una nomination al Grammy Award come miglior album di musica alternativa. Il loro secondo lavoro, Ritual de lo habitual, viene pubblicato nel 1990 e con questo album la band si scioglie.
In seguito allo scioglimento del gruppo, i musicisti si dividono: Farrell forma i Porno for Pyros, con cui pubblica due album, e registra il suo lavoro da solista Song Yet to Be Sung; Navarro pubblica nel 2001 il suo primo album Trust No One, in cui è cantante e chitarrista. Nel corso degli anni novanta comunque vengono pubblicate alcune raccolte con canzoni inedite. Dopo ben tredici anni, nel 2003, il gruppo pubblica il terzo album studio, Strays, da cui estraggono il singolo Just Because che riceve una nomina al Grammy. La band si scioglie nuovamente, ma dopo sette anni e dopo altri progetti unisce ancora una volta le forze e pubblica il quarto album in studio The Great Escape Artist.
Il 30 ottobre 2013 i Jane's Addiction hanno ricevuto la loro stella sulla Hollywood Walk of Fame per il loro contributo nel settore musicale.

## Storia del gruppo

### Gli inizi
Fu fondato nel 1985 quando Perry Farrell, allora cantante del gruppo goth Psi Com conosce Eric Avery, bassista che gli era stato presentato per coprire il posto vacante nel suo gruppo d'origine. Questo incontro segna la fine dei Psi Com e, con l'arrivo del batterista Stephen Perkins e del chitarrista Dave Navarro (con cui Farrell aveva in comune la morte della madre, ma mentre quella di Farrell morì suicida quando lui aveva solo 4 anni, quella di Navarro fu assassinata, assieme alla zia, dal suo compagno di quel periodo), la formazione dei Jane's Addiction prende vita. Il loro nome, la tossicodipendenza di Jane, fa riferimento alla situazione della compagna d'appartamento eroinomane di Farrell, Jane Bainter, alla quale dedicheranno in seguito la ballata Jane Says.
Nonostante il quartetto abbia realizzato solo due album da studio e uno dal vivo, l'effetto che questi lavori ebbero sulla musica rock e alternativa fu notevole. Diventarono il manifesto di una nuova ondata di artisti e musicisti che tentavano di evadere dagli stretti confini della musica rock tradizionale, per riuscire a esprimere le loro creazioni sia dal punto di vista musicale che teatrale.
Caratterizzati dalle ripetitive e primitive linee di basso di Avery (il suo modello era Peter Hook dei Joy Division), dalla ritmica tribale di Perkins, dalla chitarra hendrixiana di Navarro e dalla voce acuta di Farrell, il gruppo divenne di casa nei club di Hollywood, e generò un seguito di culto.

### Primi successi eNothing's Shocking(1988-1989)
Dalla registrazione di un concerto al Roxy nasce la produzione dell'album di debutto, un live uscito nel 1987 Jane's Addiction. Successivamente pubblicano Nothing's Shocking nel 1988, primo album in studio. La copertina del disco, creata da Perry Farrell, raffigurante due donne con la testa in fiamme sedute su una panchina, provocò problemi legati alla censura, senza però fermare il successo del disco: il gruppo, unendo la forza dell'Heavy metal con il sound emergente dell'Alternative rock, comprendente anche influenze funk, indie e goth, conquistò un grande pubblico negli Stati Uniti, attratto dalle sonorità elettrizzanti ed innovative della band. L'album ottenne buone critiche e Rolling Stone lo posiziona al numero 312 nella sua Lista dei 500 migliori album.

### Ritual de lo habitual(1990-1991) e scioglimento
Dopo un breve periodo di silenzio, sulla scia del successo ormai, la band ispiratissima e pronta per sperimentare nuove sonorità, pubblica nel 1990 il secondo album in studio Ritual de lo habitual. L'album, più eccentrico e sfaccettato del primo, è influenzato dal Funk metal e dal College rock nella prima parte ma poi è orientato verso suoni più vicini al Rock progressivo e soprattutto al Rock psichedelico. Anche questa volta la copertina del disco, sempre ideata da Perry Farrell, venne criticata, dato che la copertina raffigurava nudità femminili e maschili su un letto, contornate da simboli di santeria. Il disco, come il precedente, è stato inserito nella Lista dei 500 migliori album secondo Rolling Stone alla posizione 453.
Il loro ultimo tour si trasforma nel Lollapalooza, festival itinerante di rock e controcultura ideato da Perry Farrell sulla falsariga di festival già in voga in Europa. Il gruppo si scioglie nel 1991, per diatribe interne e problemi di droga, e l'ultimo concerto tenuto all'Aloha Tower delle Hawaii, vede Farrell e Perkins esibirsi sul palco completamente nudi.

### Gli anni 1990-2000 eStrays(2003)
In seguito allo scioglimento, Farrell e Perkins formarono i Porno for Pyros, di discreto successo mentre Avery e Navarro costituirono assieme a Mike Murphy i Deconstruction, titolari dell'omonimo album del 1994 in cui figura anche un cameo di Gibby Haynes dei Butthole Surfers.
Eric Avery ha poi proseguito la sua carriera con la band di culto Polar Bear, incidendo alcuni album ed E.P.
Nel 1997 si riunirono per il tour Relapse, senza Eric Avery. Quest'ultimo fu temporaneamente sostituito da Flea (Red Hot Chili Peppers) al basso.
Nel 2001 il quartetto si riunì per un altro tour, con il bassista dei Porno for Pyros Martyn LeNoble, dato che Flea era impegnato con i Red Hot ed Avery aveva declinato nuovamente l'invito a rientrare nel gruppo.
In seguito al successo di questo tour, i Jane's Addiction decisero di registrare nel 2003 un nuovo album, Strays, che vide Chris Chaney al basso e Bob Ezrin alla produzione. L'album si discosta dallo stile anni novanta del gruppo, il Funk metal e il Rock psichedelico vengono del tutto abbandonati, per lasciare spazio a suoni elettronici, vicini al Nu metal, genere di cui la band è stata più volte citata come precursore. L'album ottiene apprezzamenti e il singolo Just Because, estratto dal disco, ottiene una nomination al Grammy Award.
Il quartetto passò il 2003 in tour per la promozione dell'album, e tra l'altro riaprirono nello stesso anno il Lollapalooza tour.
Una nuova separazione, avvenne nel tour seguente, decretando lo scioglimento dei Jane's Addiction, come documentato sul sito di Dave Navarro nel giugno del 2004.

### Eventi recenti
Navarro, Perkins e Chaney hanno fondato il gruppo The Panic Channel, con il cantante Steve Isaacs, e con cui hanno pubblicato un album. Perry Farrell ha formato un gruppo chiamato Satellite Party.
Best of Jane's Addiction è stato pubblicato nel gennaio del 2006.
Nel 2008 il gruppo si riunisce. Dopo un periodo di reunion completa con Eric Avery al basso, alla vigilia della registrazione dell'album The Great Escape Artist, lo stesso Avery lascia il posto a Duff McKagan, ex Guns N' Roses; la sua collaborazione rimarrà impressa solo in alcune esibizioni live e in due tracce del disco sopracitato, solo come compositore, perché lascia dopo pochi mesi il posto a Chris Chaney.
Dopo la pubblicazione di The Great Escape Artist il gruppo si è riunito per lavorare su nuovo materiale per un probabile quinto album in studio; nell'estate 2013 è stata pubblicata una nuova canzone intitolata "Another Soulmate".
Nonostante la nuova riunione e la pubblicazione di un album nel 2011 e di un singolo nel 2013, Perry Farrell ha dichiarato che il gruppo non pubblicherà nessun album per almeno due anni. Farrell inoltre sta lavorando ad una pièce teatrale chiamata Kind Heaven in qualità di compositore che tratta dell'amore fra un militare statunitense e una civile in una Thailandia afflitta dalla guerra.
A gennaio 2014, Perry Farrel, in un'intervista a Rolling Stone, afferma che il gruppo si è sciolto nuovamente, principalmente a causa del nuovo lavoro solista del cantante stesso, impegnato nella composizione del musical Kind Heaven. Dopo sole due settimane, il gruppo annuncia una serie di concerti per il maggio 2014, annunciando, di fatto, una renunion affermando comunque di non comporre canzoni da almeno due anni.

### La fine
Il 13 settembre 2024, durante un concerto, il cantante Perry Farrell ha aggredito sul palco il chitarrista Dave Navarro.
Il 19 maggio 2025 viene emesso un comunicato da Dave Navarro che dichiara la fine della band, citando come cause le divergenze personali col resto della band causate dopo il litigio.

## Stile musicale
Lo stile dei Jane's Addiction inizialmente creò molti problemi per quanto riguarda la classificazione del loro genere musicale e per questo vennero definiti alternative. Oggi sono riconosciuti come una delle band più sperimentali della scena rock della seconda metà degli anni ottanta e ritenuti pionieri dell'alternative rock e dell'alternative metal. La loro musica contiene elementi che rimandano all'hard rock, al funk, alla psichedelia, al punk rock e al jazz. La band è stata più volte nominata dance punk e funk metal. Dopo il lungo tratto di tempo dopo il primo scioglimento, con l'album Strays il gruppo è stato indicato come precursore del nu metal mentre dal 2011, con la pubblicazione di The Great Escape Artist il gruppo si sposta sullo stile della musica elettronica e del rock sperimentale.
Inoltre numerosi artisti del rock moderno sono stati influenzati dai Jane's Addiction. Fra i più noti Linkin Park, Incubus, System of a Down, Deftones, Korn, Tool e Thirty Seconds to Mars. A loro volta i Jane's Addiction sono stati influenzati dai Black Sabbath, dai The Stooges, dai Led Zeppelin, dai Siouxsie and the Banshees, dai Joy Division e da Jimi Hendrix.

## Formazione

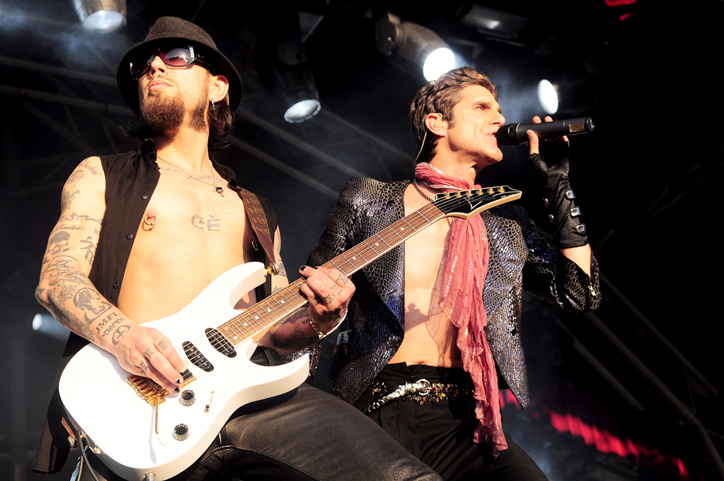
I Jane's Addiction al Steel Blue Oval nel 2010

### Formazione attuale
- Perry Farrell - voce (1985-1991, 1997, 2001-2004, 2008-presente)
- Eric Avery - basso (1985-1991, 2008-2010, 2022-presente)
- Dave Navarro - chitarra (1986-1991, 1997, 2001-2004, 2008-2022, 2024-presente)
- Stephen Perkins - batteria (1986-1991, 1997, 2001-2004, 2008-presente)

### Ex componenti
- Chris Brinkman - chitarra (1985-1986)
- Matt Chaikin - batteria (1985-1986)
- Michael "Flea" Balzary - basso (1997)
- Martyn LeNoble - basso (2001-2002)
- Chris Chaney - basso (2002-2004, 2011-2022)
- Duff McKagan - basso (2010)
- Troy Van Leeuwen - chitarra (2022)
- Josh Klinghoffer - chitarra (2022-2024)

## Discografia

### Album
Album in studio
- 1988 - Nothing's Shocking
- 1990 - Ritual de lo habitual
- 2003 - Strays
- 2011 - The Great Escape Artist

Album dal vivo
- 1987 - Jane's Addiction
- 2013 - Live in NYC

Raccolte
- 1991 - Live and Rare
- 1997 - Kettle Whistle
- 2006 - Up from the Catacombs - The Best of Jane's Addiction
- 2009 - A Cabinet of Curiosities

### Singoli
- 1988 - Mountain Song
- 1988 - Ocean Size
- 1990 - Stop!
- 1990 - Three Days
- 1990 - Been Caught Stealing
- 1991 - Classic Girl
- 1991 - Ripple
- 1999 - So What!
- 2003 - Just Because
- 2003 - True Nature
- 2011 - End to the Lies
- 2011 - Irresistible Force (Met the Immovable Objet)
- 2011 - Underground
- 2012 - Twisted Tales
- 2013 - Another Soulmate
- 2024 - Imminent Redemption
- 2024 - True Love